# Невесты приходят
«Невесты приходят» (сербохорв. Nevjeste Dolaze) — первый полнометражный фильм Эмира Кустурицы, снятый для сараевского телевидения и запрещённый в Югославии из моральных соображений. За рубежом, в том числе и в СССР используется название «Невесты приходят», хотя более корректным переводом является «Невесты кончают».

## Сюжет
Елена живёт на небольшой ферме с двумя сыновьями — Мартином и Яковом. Мартин женат на Кате уже пять лет, но им никак не удаётся зачать ребёнка. Мартин издевается над женой. У Якова нет жены — он спит в одной постели со своей матерью, и любит жену брата. Каждую ночь он слышит её стоны за стеной, и однажды не выдерживает и сбегает. А утром оказывается, что Ката мертва. Потом на ферму приезжает двое людей: пожилой мужчина, который объявляет, что он отец Мартина и намерен остаться жить на ферме, и девушка, которая вскоре становится новой невестой Мартина.

## В ролях

Кадр из фильма. Справа — Эмир Кустурица

- Милка Подруг-Кокотович — Елена
- Миодраг Крстович — Мартин
- Богдан Диклич — Яков
- Татьяна Поберзник — Ката
- Аднан Палангич — Дровосек
- Заим Мустаферия — Никола

Сюжет фильма основан на греческих мифах: о Сизифе и Кате, об Эдипе, об Улиссе. Кустурица играет водителя грузовика. В 1993 году в книге «Le petit livre d’Emir Kusturica» Кустурица заявил, что снять фильм «Невесты приходят» было самым смелым поступком в его жизни.